# Георгій Харпак
Гео́ргій Харпа́к (фр. Georges Charpak, Жорж Шарпак; 1 серпня 1924, Дубровиця (нині Рівненська область) — 29 вересня 2010, Париж) — французький фізик українського єврейського походження. Лауреат Нобелівської премії з фізики (1992) — за розвиток нових детекторів елементарних частинок, винахід так званих «камер Шарпака». Крім Нобелівської премії Ж. Шарпак був 1971 року відзначений нагородою Європейського фізичного товариства – премією Рікарда (заснована 1971 для заохочення медиків та тих, хто сприяє розвитку медицини).

## Життєпис
Народився у містечку Дубровиця Волинського воєводства Польщі (нині Рівненської області України), у єврейській сім'ї.
Перші роки життя прожив тут само, серед звичайних українських селян, про що він окремо згадував у спогадах дитинства. Батьки: Мотл Харпак (згодом Моріс Шарпак) та Хана Шапіро (згодом Анна Шапіро).
На початку 1930-х його родина виїхала спочатку до Варшави (семилітній Георгій травмував ногу і лікар порадив батькам звернутися до фахівців у Варшаві), потім пошуки кращої долі змусили родину виїхати до Палестини, згодом родина емігрувала до Франції.
19-річний Жорж Шарпак (так його ім'я читалося за правилами французької мови) вступив до Руху Опору.
1944 — потрапив до нацистського концентраційного табору Дахау, де зміг вижити завдяки знанню кількох мов. Був звільнений у 1945.
1946 — отримав громадянство Франції.
1947 — закінчив Гірничу школу Парижа. Навчаючись у Колеж де Франс, відвідував лекції фізика Фредерік Жоліо-Кюрі.
З 1959 починає працювати в Європейському центрі ядерних досліджень (CERN).
За розроблення детектора елементарних часток у 1992 удостоєний Нобелівської премії в галузі фізики.
Член Французької Академії наук, почесний доктор 4 університетів, зокрема почесний доктор Женевського університету, професор кафедри Жоліо-Кюрі і Вищої школи фізики та хімії в Парижі.
Знаний в Англії як Джордж Чарпак, у Франції — Жорж Шарпак.
Серед нагород вченого, зокрема, премія Європейського фізичного товариства.
Про свою батьківщину Україну Ж. Шарпак відгукується в інтерв'ю та спогадах.
Його молодший брат — французький кіноактор і режисер Андре Шарпак (фр. André Charpak, народ. 1930).

## Спогади
Жорж Шарпак. Спогади вигнанця, фізика, громадянина світу — перекладено за виданням: Georges Charpak. MÉMOIRES d’un déraciné, physicien et citoyen du monde. Éditions Odile Jacob, Paris, 2008, 2010 / ISBN 978-2-7381-2406-7